# Josip Barišić (Fußballspieler, 1983)
Josip Barišić (* 12. August 1983 in Mostar) ist ein bosnisch-herzegowinischer Fußballspieler. Seine bevorzugte Position ist die des linken Verteidigers.
Barišić begann seine Karriere beim NK Posušje, wo er es über die Jugend in die Herrenmannschaft schaffte. Von dort wechselte er in der Winterpause 2007/08 zum NK Široki Brijeg. Mit Široki Brijeg wurde er 2008 und 2010 bosnischer Vizemeister. Seit der Rückrunde der Saison 2010/11 spielt er für Hajduk Split.
Am 10. Dezember 2010 debütierte er in der bosnisch-herzegowinischen Nationalmannschaft, als er beim Spiel gegen Polen in der Startaufstellung stand.